# Tenguella
Tenguella is een geslacht van weekdieren uit de klasse van de Gastropoda (slakken).

## Soorten
- Tenguella ceylonica (Dall, 1923)
- Tenguella granulata (Duclos, 1832)
- Tenguella marginalba (Blainville, 1832)
- Tenguella musiva (Kiener, 1835)